# Odoard de Parma (cardenal)

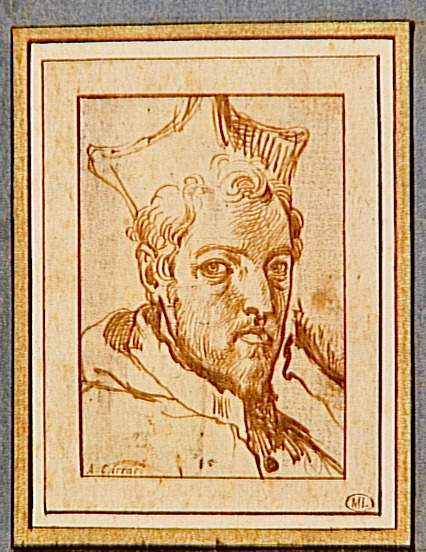
Retrat d'Odoard realitzat per Annibale Carracci.

Odoard Farnese o Odoard de Parma (Parma, Ducat de Parma 1573 - íd. 1626) fou un príncep del Ducat de Parma que va esdevenir cardenal i que fou regent de Parma entre 1622 i 1626.

## Orígens familiars
Va néixer el 6 de desembre a la ciutat de Parma, capital del ducat del matix nom, sent el fill petit del duc Alexandre I de Parma i Maria de Portugal. Fou net per línia paterna de Pere Lluís I de Parma i Gerolama Orsini, i per línia materna d'Eduard de Portugal i Isabel de Bragança. Fou, així mateix, germà de Ranuccio I de Parma i Margarida de Parma.

## Vida religiosa
Descendent del papa Pau III i nebot del cardenal Alexandre Farnese, de ben jove orientà la seva vida envers la carrera eclesiàstica. Nomenat abat de Grottaferrata el 1859, el 6 de maig de 1591 fou ascendit a cardenal per part del papa Gregori XIV, rebent la benedicció papal el 20 de novembre del mateix any.
El 3 de març de 1621 fou nomenat bisbe de la diòcesi de Sabina i el 28 de setembre de 1623 fou nomenat bisbe de Tuscolo, a la qual cedí les restes de Sant Felip Neri.

## Regent de Parma
El 5 de març de 1622, a l'ascens d'Odoard I de Parma al tron ducal, fou nomenat regent del ducat, càrrec que va mantenir fins a la seva mort, ocorreguda a la ciutat de Parma el 21 de febrer de 1626. Les seves restes foren dipositades a l'església de Jesús de Roma.